# Nicolas Thurot
Pour les articles homonymes, voir Thurot.
Nicolas Thurot, né le 29 janvier 1773 à Bressolles (dans l'Allier) et mort le 19 novembre 1835 à Haguenau, est un général de cavalerie français.
« Cavalier légendaire », il s'illustre sur les champs de bataille de 1792 à 1815. Durant ces vingt-quatre années, il est blessé 17 fois et est un des officiers le plus souvent blessés des guerres de la Révolution et de l'Empire.
Il est maire d'Haguenau de 1820 à 1830.

## Biographie

### Famille
Il est le fils de Jean Turau, fermier de « Roze », et de Marie Besson. Il se marie à Barbe Salomé Thérèse Kreutter le 30 décembre 1802.

### Carrière militaire
Entré comme cadet dans le régiment Angoulême-Infanterie le 10 mars 1790, il passe en 1791 dans la Garde constitutionnelle de Louis XVI. Après la dissolution de cette garde, il est incorporé, le 10 mars 1792, dans les hussards de la République, devenus 6e régiment de hussards. Nommé brigadier en l’an II, il fait les campagnes des ans II et III à l’armée de Hollande et passe maréchal-des-logis-chef à la Légion des Francs, devenue Guides de l’armée d’Allemagne. En l’an IV, il est promu sous-lieutenant et combat dans les armées de l’Ouest en l’an V, du Rhin en l’an VI et d’Helvétie en l’an VII et VIII. Il devient lieutenant le 1er ventôse an VIII (20 février 1800) et revient à l’armée du Rhin en l’an IX puis au Camp de Boulogne en l’an XII. 
Il devient membre de la Légion d’honneur le 25 prairial an XII (14 juin 1804) et fait dans la Grande Armée les campagnes d’Allemagne en 1805, de Prusse et de Pologne de l’an XIV à 1807. Nommé chef d’escadrons en 1808, il se distingue pendant la campagne d’Autriche en 1809 et en Espagne en 1810 et 1811, ce qui lui vaut la croix d’officier de la Légion d’honneur le 26 août 1811. Il combat au Portugal en 1812 puis fait la campagne de Saxe à la Grande Armée. Il est nommé colonel du 8e régiment de hussards, le 15 octobre 1813 et est blessé à la bataille de Leipzig le 16 octobre. Il est envoyé en Alsace et se trouve à Strasbourg pendant le blocus en janvier 1814. Il est promu général de brigade le 25 février 1814 par le comte Roederer, commissaire extraordinaire de l’Empereur.
Après l’abdication de Napoléon en avril 1814, il est mis en non activité le 1er août et fait chevalier de Saint-Louis le 20 août 1814. Il est rappelé le 18 octobre suivant et nommé colonel du 14e régiment de dragons, son grade de général n’ayant pas été reconnu par le gouvernement royal.
Pendant les Cent-Jours, il est nommé colonel du 12e régiment de cuirassiers le 19 avril 1815 et promu général sur le champ de bataille de Mont-Saint-Jean. Il se distingue le 18 juin 1815 à la bataille de Waterloo en chargeant plusieurs carrés anglais.
À la Restauration, il est remis en non activité en décembre 1815 et admis à la retraite en 1820. Retiré à Haguenau, dont il devient maire par ordonnance du 10 août 1820, il est nommé au grade honorifique de maréchal de camp (général de brigade) le 23 mai 1825. 
Rappelé à sa demande, il est nommé colonel de la 14e légion de gendarmerie le 23 avril 1831 et admis définitivement à la retraite le 8 mai 1835.
Il meurt le 19 novembre 1835 à Haguenau, âgé de 62 ans.

## Baron d'Empire
Selon Gaston Imbault, Thurot aurait été créé, selon certains,  baron de l'Empire peut-être en mai 1815 mais selon lui c'est plus probablement après la bataille de Leipzig (octobre 1813), car, « en août 1814, lorsqu'il fut promu chevalier de Saint-Louis, il était déjà qualifié « baron » par le Moniteur (numéro du 22 août 1814). En tous cas, il n'y eut pas de lettres patentes. Fin 1813 ou mai 1815, Napoléon avait d'autres préoccupations. ».

## Décorations
- Officier de la Légion d'honneur le 26 août 1811
  - Chevalier de la Légion d'honneur le 25 prairial an XII (14 juin 1804)
- Chevalier de l'ordre royal et militaire de Saint-Louis le 20 août 1814

## Hommages
Une ancienne caserne de Haguenau porte son nom. Un projet d’écoquartier est en cours pour quartier aujourd'hui en friche.

## État de service
- mars 1790 : cadet au régiment d'Angoulême
- 1793 : affecté au 6e régiment de hussards
- décembre 1797 : sous-lieutenant aux Guides de l'Armée d'Allemagne
- septembre 1798 : affecté au 8e régiment de hussards
- 1800 : lieutenant
- 1809 : chef d'escadron au 1er régiment de hussards
- 15 octobre 1813 : colonel du 8e régiment de hussards
- mars 1814 : général de brigade
- mai 1825 : maréchal de camp honoraire

## Sources biographiques
- Danielle Quintin et Bernard Quintin (préf. Jean Tulard), « Turau dit Thurot (Nicolas) » dans Dictionnaire des colonels de Napoléon, Paris, SPM-Lettrage, coll. « Kronos », 2013, 978 p. (Service bibliothécaire national 978-2901952787).
- Gaston Imbault, Un cavalier légendaire de l'Empire : le général Nicolas Thurot, 1773-1835. Le petit berger bourbonnais qui devint baron de l'Empire et maire de Haguenau en Alsace, Moulins, Imprimeries réunies, 1965 (lire en ligne).